# Georgia Anne Muldrow
Pour les articles homonymes, voir Muldrow.
Georgia Anne Muldrow est une musicienne américaine, basée à Los Angeles. À la fois rappeuse et productrice, elle a notamment collaboré avec le label Stones Throw Records et les artistes Madlib et Dudley Perkins, son partenaire.

## Discographie

### Albums studio
- Olesi: Fragments of an Earth (2006)
- Sagala (2007) (en tant que Pattie Blingh and the Akebulan Five)
- The Message Uni Versa (2007) (avec Dudley Perkins)
- Umsindo (2009)
- Early (2009)
- SomeOthaShip (2010) (avec Dudley Perkins)
- Ocotea (2010) (en tant que Jyoti)
- Kings Ballad (2010)
- Vweto (2011)
- Owed to Mama Rickie (2011)
- The Blackhouse (2012) (avec DJ Romes, as The Blackhouse)
- Seeds (2012)
- Denderah (2013) (en tant que Jyoti)
- The Lighthouse (2013) (avec Dudley Perkins)
- Oligarchy Sucks! (2014)
- A Thoughtiverse Unmarred (2015)
- Overload (2018)
- Vweto II (2019)
- Mama, You Can Bet! (2020) (en tant que Jyoti)
- Vweto III (2021)

### Mixtapes
- Beautiful Mindz (2008) (avec Dudley Perkins)

### EPs
- Worthnothings (2006)
- Heaven or Hell (2010) (avec Dudley Perkins)
- Ms. One (2014) (produit par Kriswontwo)

### Singles
- "A Requiem for Leroy" (2006)
- "Seeds" (2012)
- "Tell Em (Remix)" (2012) (avec Riff Raff McGriff)
- "Popstopper" (2013) (avec Dudley Perkins)
- "Akosua" (2013)

### Apparitions
- Platinum Pied Pipers - "Your Day Is Done", "Lights Out", and "One Minute More" sur Triple P (2005)
- Eric Lau - "Yet & Still" sur Eric Lau Presents Dudley and Friends (2006)
- Oh No - "T. Biggums" sur Exodus into Unheard Rhythms (2006)
- Sa-Ra Creative Partners - "Fly Away" sur The Hollywood Recordings (2007)
- Mos Def - "Roses" sur The Ecstatic (2009)
- Oh No - "Improvement" sur Disrupted Ads (2013)